# Castro (Viterbo)
Die Stadt Castro in der Provinz Viterbo war über 100 Jahre lang die Hauptstadt des Herzogtums Castro, bevor sie 1649 zerstört und aufgegeben wurde.

Ruinen der Kathedrale von San Savino

## Geschichte
Castro, die Haupt- und Residenzstadt des Herzogs, ist eine alte Stadt in der Nähe des Flusses Fiora, im Zentrum Südetruriens in der Maremma Latiums. Heute gehört der Ort zu Ischia di Castro. Castro wurde 1649 nach einer Belagerung, Eroberung und Deportation der Einwohner zerstört.
Die Ursprünge des Ortes reichen bis in etruskische Zeit, Spuren davon wurden in den Ortsteilen Chiusa del Vescovo und Infernaccio gefunden. In den Nekropolen befinden sich zahlreiche Gräber, darunter die Tomba della Biga, die 1967 entdeckt wurde.
Im Mittelalter gehörte die Burg einer Frau, eine außergewöhnliche Situation, die dem Ort den Namen Castrum Felicitatis eintrug. Der Ort wuchs und wurde zur Stadt mit einer gewissen kommunalen Selbstständigkeit unter der Oberherrschaft des Papstes, der sie gegen die Angriffe der adeligen Herren aus der Toskana und dem Latium verteidigte.

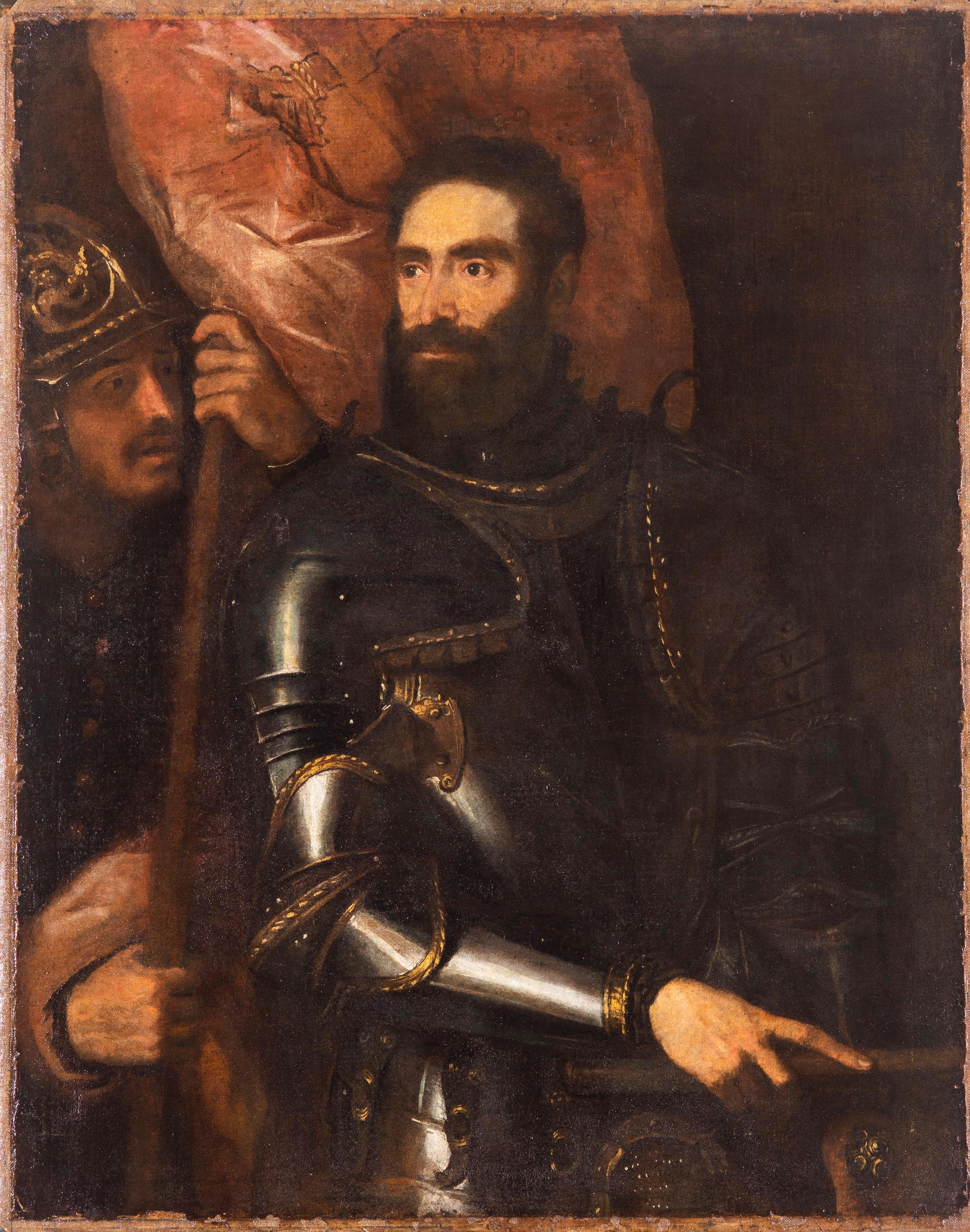
Porträt Pier Luigi Farneses von Tizian
Capodimonte-Museum, Neapel

1527 versuchte eine Gruppe unter Antonio Scaramiccia und Giacomo (Jacopo) Caronio, in der Stadt die Macht an sich zu reißen. Die Bürger riefen Pier Luigi Farnese zu Hilfe, der einen friedlichen Einzug in Castro erreichte. Papst Klemens VII., der durch Landsknechte, die im gleichen Jahr Rom plünderten (Sacco di Roma), zur Flucht nach Orvieto gezwungen worden war, befahl Pier Luigi Farnese, die Stadt zu verlassen, was dieser im November auch tat. Unmittelbar darauf beauftragte der Papst Gian Galeazzo Farnese, einen Vetter Pier Luigis und Herrn von Latera, die Bewohner Castros exemplarisch zu bestrafen.
Am 28. Dezember 1527 drang Gian Galeazzo Farnese in die Stadt ein und begann mit der Plünderung, die 1575 vom Notar Domenico Angeli, einem Einwohner der Stadt, in De Depraedatione Castrensium et suae Patriae Historia beschrieben wurde. Nach seiner Schilderung gelang Farnese das Eindringen in die Stadt über die Porta de Santa Maria, die die Bewohner der Stadt nutzten, um zu der einzigen Quelle zu gelangen, mit der sich die Stadt mit Wasser versorgen konnte.
Zehn Jahre später, am 31. Oktober 1537 ging die Stadt, die sich von der Plünderung noch nicht erholt hatte, in den Besitz der Farnese über. Die neuen Besitzer ließen die Stadt mit Unterstützung des Architekten Antonio da Sangallo und mit eigenem Geld vollständig wiederherstellen, wodurch Castro in eine Stadt im Renaissance-Stil umgeformt wurde.

## Die neue Stadt
Viele Besucher Castros, darunter auch der Historiker und Schriftsteller Annibale Caro, hinterließen detaillierte Beschreibungen der Stadt. Sie lag auf einem Hügel, der zur Hälfte von der Olpeta umflossen wurde, die man, um in die Stadt zu gelangen, mittels einer Brücke mit zwei Bögen überqueren musste. Im Zentrum des Ortes lag die Piazza Maggiore mit einem Brunnen, an der sich die „Zecca“ (Münze) und die „Hostaria“, das Gästehaus des Herzogs, das von den Bewohnern als Palazzo del Duca in Piazza bezeichnet wurde, befanden. An der Piazza und in den umliegenden Straßen wohnen die wichtigsten Bürger der Stadt. Zeichnungen von Sangallos Herzogspalast, die in Florenz aufbewahrt werden, zeigen eine Mischung aus Festung des 15. und Schloss des 17. Jahrhunderts. Castro verfügte zudem über gepflasterte Straßen, was im 16. Jahrhundert noch eine Seltenheit darstellte.
In Castro gab es nach Angaben der Kurie 13 Kirchen, darunter vor allem die romanische Kathedrale San Savino als Sitz eines Bischofs, die am 29. April 1286 vom Bischof von Castro, San Bernardo da Bagnoregio, geweiht worden war. In der Nähe der Stadtmauer stand die Kirche San Pancrazio, die Einwohner von Vulci bauten, die nach Castro geflohen waren, nachdem die Sarazenen ihre Stadt zerstört hatten. Die anderen Kirchen sind die Chiesa della Madonna della Viola (Residenz des Bischofs vor dem Bau der Kathedrale), San Bernado Abate, Santa Lucia, San Sabastiano, La Madonna del Camine (aufgrund eines Schwurs eines Militärs errichtet) und Santa Maria dei Servi außerhalb der Stadt und in der Nähe eines Friedhofs. An San Giovanni war ein Hospital angeschlossen, das von der gleichnamigen Bruderschaft geführt wurde. Luciani Silvestri, einer der Laienbrüder, ließ auf eigene Kosten ein Hospiz für Waisen und Witwen errichten. In Prato Cotone in der Nähe der Mündung der Olpeta in die Fiora wurde nach Plänen Sangallos ein Franziskanerkloster gebaut.
Sangallo entwarf die Stadtmauern und den Hauptzugang Porta Lamberta in Form eines Triumphbogens, auf dem die Heldentaten der Familie Farnese dargestellt wurden.
Castro verfügt (nun innerhalb der Stadt) über einen Brunnen, der dem von San Patrizio in Orvieto entspricht, die „Fontata di Santa Lucia“, die ihren Namen nach der nahegelegenen Kirche führt.

## Das Ende Castros
Nach einem ersten Krieg zwischen den Farnese und dem Papst um das Herzogtum Castro (1641–1644) brach 1649 nach der Ermordung des neu ernannten Bischofs Cristoforo Giarda ein zweiter Krieg aus. Im Sommer wurden die herzoglichen Truppen geschlagen, das belagerte Castro kapitulierte am 2. September 1649, nachdem der Herzog nach Parma geflohen war. Acht Monate später befahl der Papst die Zerstörung der Stadt einschließlich der Hauptkirche. Der Sitz des Bischofs wurde nach Acquapendente verlegt. Die Kunstwerke wurden an den römischen Adel verteilt. Die Glocken der Kathedrale befinden sich heute in der Kirche Sant’Agnese in Rom.

## Castro heute
Die Ruinen der Stadt sind heute (2016) unter dichtem Wald verborgen, aber immer noch klar zu erkennen. Sie können über Wanderwege begangen werden. Teile der Ruinen wurden in den letzten Jahren ausgegraben, so z. B. die Piazza Maggiore und die Ruinen einer Kirche. Der Zugang zu den Ruinen ist frei. Man erreicht sie über die SP 47 von Farnese aus in Richtung Westen.